# Verklaring van de rechten van de mens en de burger

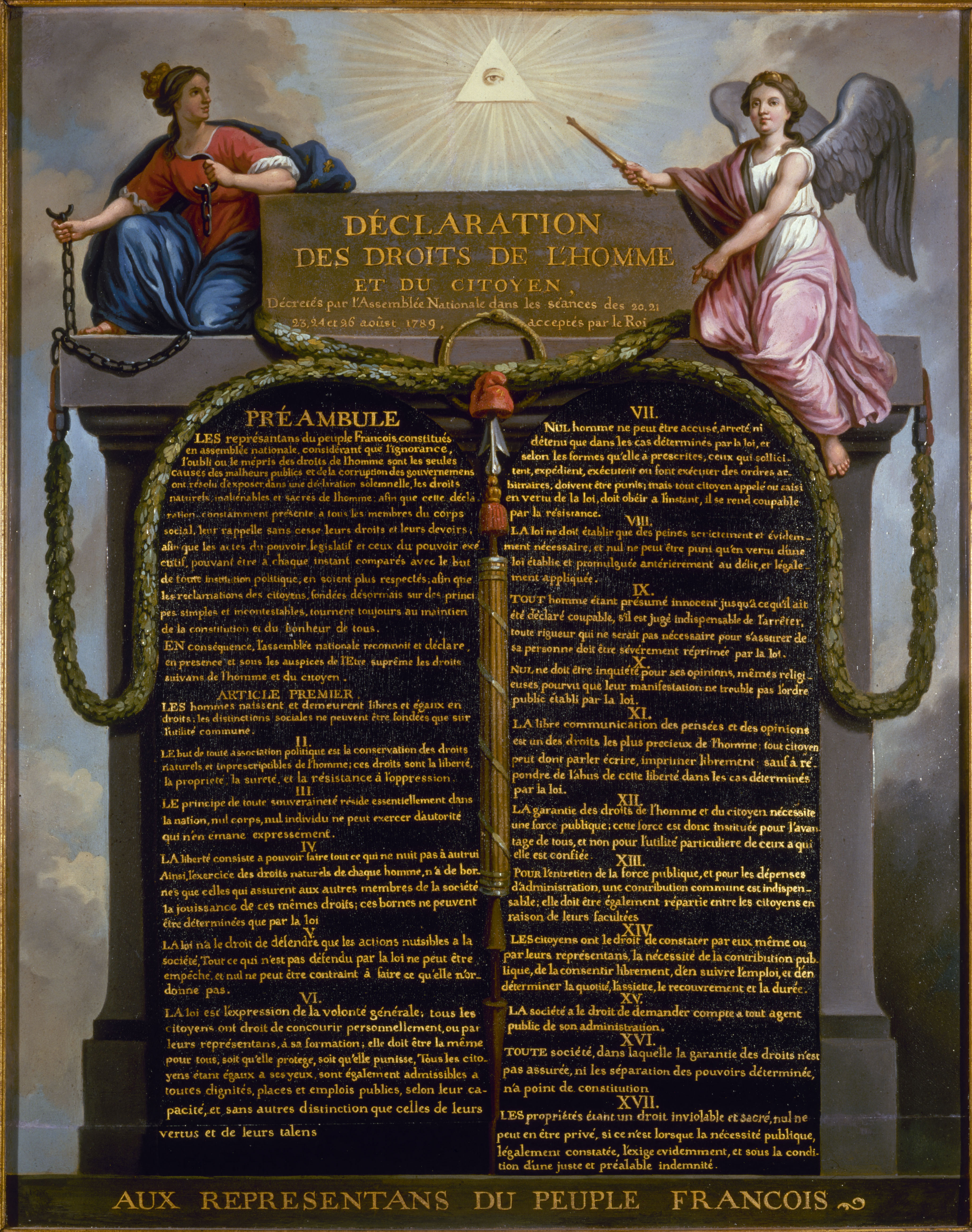
De Verklaring van de Rechten van de Mens en de Burger. Bovenaan de afbeelding met de Verklaring staat een alziend oog, dat als een zon op de rechten schijnt. Dit zorgt ook voor veel complottheorieën.

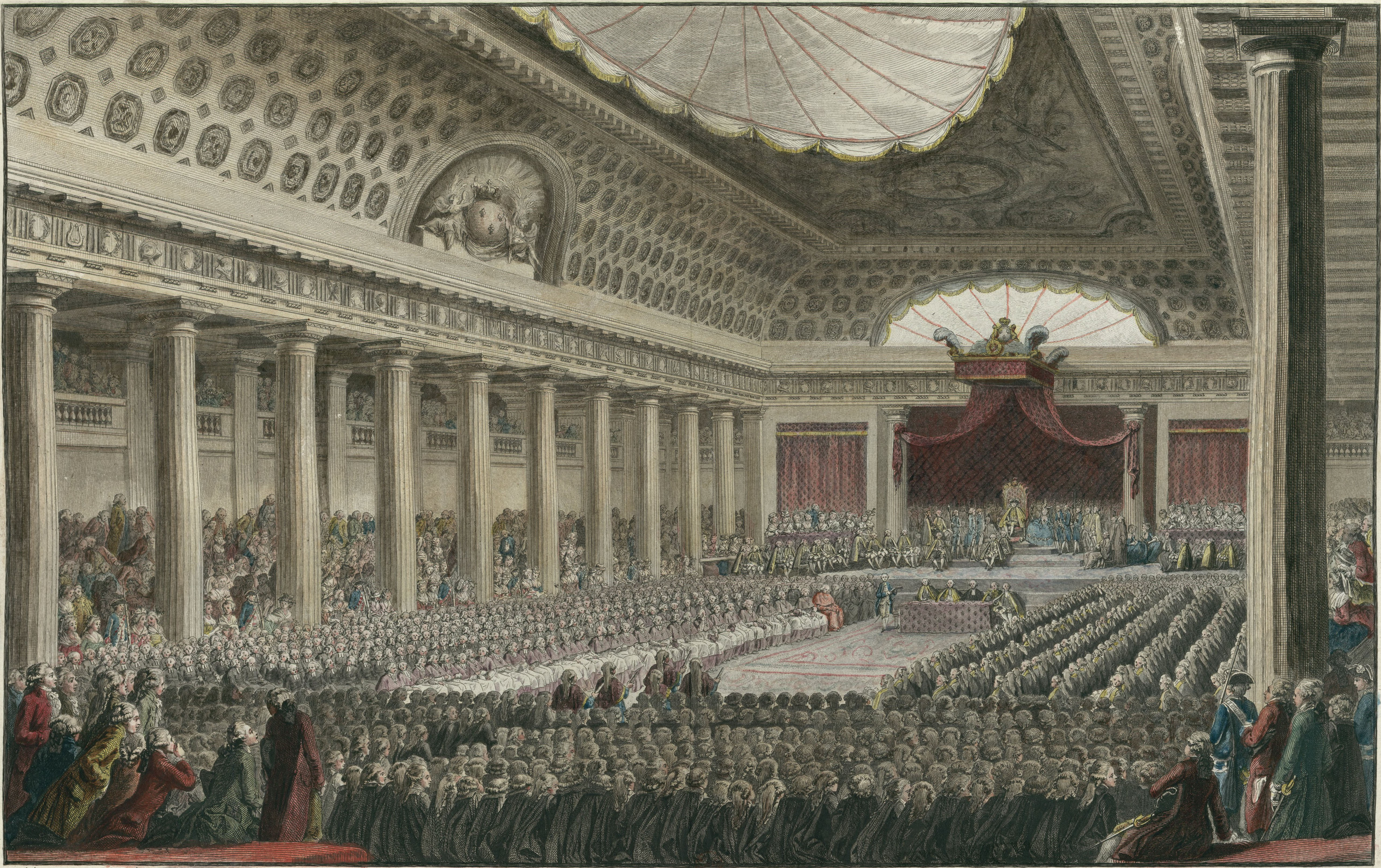
In deze Salle des Menus-Plaisirs werd de verklaring op 26 augustus 1789 aangenomen.

De Verklaring van de rechten van de mens en de burger (Frans: Déclaration des droits de l'homme et du citoyen) is een tekst over grondrechten en democratie die van 20 tot 26 augustus 1789 is aangenomen door de Nationale Grondwetgevende Vergadering tijdens de Franse Revolutie. Het is een fundamentele en enigszins abstracte tekst die berust op denkbeelden uit de Verlichting. Hij bestaat uit een preambule gevolgd door 17 artikelen. De opstelling ervan kaderde binnen discussies over de nieuwe Franse grondwet. De constitutionele waarde van de Verklaring wordt sinds 1971 erkend door Grondwettelijke Raad, waardoor ze bij de hoogste normen hoort in het positief recht van Frankrijk.

## Totstandkoming
De discussie over de Verklaring begon op 9 juli 1789 in de Nationale Grondwetgevende Vergadering. Het idee van Jean-Joseph Mounier was om de nieuwe grondwet te laten voorafgaan door een meer abstracte verklaring. Op 11 juli presenteerde La Fayette een ontwerp voor de Verklaring. In de nacht van 4 augustus werd in een tumultueuze vergadering besloten tot het afschaffen van de feodale rechten (jacht- en visrecht) van het ancien régime. Er volgde een felle discussie over de formulering van het eigendomsrecht, volgens Mounier essentieel voor wat er nog zou komen. De formulering van  de eerste drie artikelen is overgenomen van Mounier. In het zesde artikel over de algemene wil is de invloed van Rousseau te herkennen. De laatste artikelen zijn aangenomen op 26 augustus 1789.
Koning Lodewijk XVI weigerde aanvankelijk de Verklaring af te kondigen. Op 5 oktober hielden vrouwen een Mars op Versailles onder begeleiding van markies de La Fayette en de Nationale Garde om hun grieven kenbaar te maken. Woorden gebruikend uit een recent spektakel, gingen ze op zoek naar "de bakker, de bakkersvrouw en het bakkersgastje" (zijnde de koninklijke familie). Lodewijk XVI ontving hen, beloofde brood en verleende diezelfde dag nog de koninklijke afkondiging. De volgende dag kwamen de vrouwen terug. Ze drongen het paleis binnen, doodden enkele lijfwachten en dwongen de koning naar de Tuilerieën te verhuizen te midden van zijn volk. Zijn lijfwacht werd vervangen door leden van de Nationale Garde. 

## Wortels
De wortels van de Verklaring liggen in ideeën van Verlichtingsfilosofen (John Locke over natuurrecht en tolerantie; Jean-Jacques Rousseau over de gelijkheid van alle mensen in Het maatschappelijk verdrag; Charles de Montesquieu over de scheiding der machten in Over de geest van de wetten). De Amerikaanse Onafhankelijkheidsverklaring zou eveneens van invloed zijn geweest.

## Tekst
Verklaring van de rechten van de mens en van de burger (Déclaration des droits de l'homme et du citoyen, 26 augustus 1789)
De afgevaardigden van het Franse volk, in nationale vergadering bijeengekomen, beschouwen het onbekend zijn met, het vergeten of minachten van de rechten van de mens als de enige oorzaken van het algemeen ongelukkig zijn en de verdorvenheid der regeringen; daarom hebben zij besloten om de natuurlijke, onvervreemdbare en heilige rechten van de mens in een plechtige verklaring uiteen te zetten, opdat de gehele samenleving altijd over deze verklaring zal kunnen beschikken en zich haar rechten en plichten voortdurend zal herinneren; opdat de handelingen van de wetgevende en uitvoerende macht op ieder ogenblik met het einddoel van alle politieke bepalingen vergeleken en zo beter gecontroleerd kunnen worden; opdat de op eenvoudige en onweerlegbare principes gegrondveste eisen van de burgers in de toekomst steeds op het in stand houden van de grondwet en het algemeen welzijn gericht mogen zijn.
Bijgevolg erkent en verklaart de nationale vergadering in aanwezigheid en onder bescherming van het Opperwezen, de volgende rechten van de mens en van de burger:
1. De mensen worden vrij en met gelijke rechten geboren en blijven dit. Maatschappelijke verschillen kunnen slechts op het algemeen welzijn gebaseerd worden.
2. Het doel van iedere politieke vereniging is het behoud van de natuurlijke en onvervreemdbare rechten van de mens; deze rechten zijn de vrijheid, het bezit, de veiligheid en het verzet tegen onderdrukking.
3. De oorsprong van iedere soevereiniteit ligt wezenlijk bij het volk. Geen instantie, geen individu kan gezag uitoefenen dat daar niet uitdrukkelijk uit voortkomt.
4. De vrijheid bestaat daaruit, alles te kunnen doen wat een ander niet schaadt. Zo heeft de uitoefening van de natuurlijke rechten van ieder mens alleen deze grenzen die aan de andere leden van de maatschappij het genot verzekeren van dezelfde rechten. Deze grenzen kunnen alleen bij wet vastgelegd worden.
5. De wet heeft slechts het recht handelingen te verbieden, die schadelijk zijn voor de maatschappij. Alles wat niet door de wet verboden is, kan niet worden verhinderd en niemand kan gedwongen worden te doen, wat de wet niet verordent.
6. De wet is de uitdrukking van de algemene wil. Alle burgers hebben het recht, persoonlijk of door hun vertegenwoordigers, aan haar totstandkoming mee te werken. Zij moet voor iedereen dezelfde zijn, hetzij ze beschermt, hetzij ze straft. Daar alle burgers in haar ogen gelijk zijn, kunnen zij in gelijke mate toegelaten worden tot alle waardigheden, plaatsen en openbare ambten volgens hun bekwaamheden en zonder ander onderscheid dan die van hun deugden en talenten.
7. Niemand kan beschuldigd, aangehouden of gevangen worden dan in bij de wet bepaalde gevallen en in de vormen, die zij heeft voorgeschreven. Ieder die daden naar willekeur nastreeft, bevordert, pleegt of laat plegen, moet gestraft worden; maar iedere burger die door een wet wordt opgeroepen of gevangen, moet ogenblikkelijk gehoorzamen; door weerstand te bieden maakt men zich schuldig
8. De wet kan slechts strikte en weliswaar noodzakelijke straffen opleggen, en niemand kan gestraft worden dan door een wet die is vastgesteld en uitgevaardigd voorafgaand aan het delict en op wettige wijze toegepast.
9. Ieder mens wordt als onschuldig beschouwd tot wanneer hij schuldig wordt verklaard; daarom moet, indien zijn aanhouding onvermijdelijk is, ieder gebruik van geweld dat niet dient om de verdachte gevangen te nemen, van rechtswege streng onderdrukt worden.
10. Niemand mag vanwege zijn opvattingen, ook niet godsdienstige, worden lastiggevallen, in zoverre dat hun uiting de door de wet ingestelde openbare orde niet verstoort.
11. De vrije uitwisseling van gedachten en meningen is een van de meest kostbare rechten van de mens; iedere burger kan dus vrijelijk spreken, schrijven en drukken, behoudens en bij de wet omschreven gevallen, waarin hij van deze vrijheid misbruik maakt.
12. De waarborg van de rechten van de mens en van de burger vereisen een politiemacht; deze macht is dus ingesteld voor het voordeel van allen en niet voor het particulier gebruik van hen aan wie ze is toevertrouwd.
13. Voor het onderhouden van de politie en voor de uitgaven van de administratie is een algemene belasting noodzakelijk, zijn moet gelijk worden verdelen onder de burgers in verhouding van hun middelen.
14. De burgers hebben het recht zelf of door hun vertegenwoordigers de noodzaak van een openbare belasting te onderzoeken, haar goed te keuren, de aanwending ervan te controleren en haar onderdelen, grondslag, invordering en duur te bepalen.
15. De maatschappij heeft het recht rekenschap te vragen aan iedere openbare ambtenaar voor zijn bestuur
16. Iedere maatschappij waarin de rechten niet gewaarborgd zijn, noch de scheiding der machten is vastgelegd, heeft geen grondwet.
17. Aangezien het eigendom een heilig en onschendbaar recht is, kan niemand ervan beroofd worden, tenzij de openbare noodzakelijkheid, wettelijk vastgesteld, dit vereist en onder voorwaarde van een rechtvaardige en van tevoren vast te stellen schadeloosstelling.

## Uitwerking
De verklaring werd opgenomen in de Franse Grondwet van 1791 en heeft als voorbeeld gediend voor latere mensenrechtenverklaringen zoals de Universele Verklaring van de Rechten van de Mens van de Verenigde Naties en het Europees Verdrag voor de Rechten van de Mens van de Raad van Europa. Sinds de grondwetsherziening van 1848 bevat ook de Nederlandse Grondwet een lijst met grondrechten. Sommige van die grondrechten waren al veel ouder, zoals het recht op individuele vrijheid van godsdienst dat als artikel 13 was opgenomen in de Unie van Utrecht (1579).
Het werk van Thomas Paine over de Rights of Man is een van de best verkochte boeken uit de Engelse geschiedenis.
- Biblioteca Nacional de España: XX327884
- Bibliothèque nationale de France: cb11980241n (data)
- Gemeinsame Normdatei: 4200626-0
- Library of Congress Control Number: no90010771
- Nationale Bibliotheek van Israël: 987007576523705171
- Système universitaire de documentation: 027848892
- Virtual International Authority File: 185684735